# Phanerochaete
Phanerochaete P. Karst. (korownica) – rodzaj grzybów z rodziny korownicowatych (Phanerochaetaceae).

## Charakterystyka
Grzyby kortycjoidalne o owocniku rozpostartym lub rozproszonym, do podłoża przyrośniętym w różnym stopniu, w stanie świeżym woskowatym, po wysuszeniu błoniastym. Powierzchnia biaława do żółtawej, czerwono-pomarańczowa lub brązowa. Hymenofor poroidalny, gładki, grudkowaty lub aksamitny z powodu wystających cystyd, brzeg włóknisty lub strzępiasty. System strzępkowy monomityczny, strzępki pod skórką przeważnie o szerokości 5 μm lub większej, z reguły grubościenne, z prostymi przegrodami, rzadko z pojedynczymi, podwójnymi lub wielokrotnymi sprzążkami, proste i równoległe z rozproszonymi odgałęzieniami, w subikulum strzępki cienkościenne, bogato rozgałęzione i splecione, bez sprzążek. Wszystkie strzępki gładkie lub w pewnym stopniu inkrustowane. Cystydy liczne, cylindryczne lub mniej lub bardziej zwężające się, zwykle septowane, zawsze z prostą przegrodą u podstawy, nagie lub silnie inkrustowane. Podstawki wąsko maczugowate lub cylindryczne, cienkościenne z prostą przegrodą u podstawy. Bazydiospory wąsko elipsoidalne, allantoidalne do niemal kulistych, szkliste, gładkie, cienkościenne, zwykle z małym wierzchołkiem, nieamyloidalne, niecyjanofilne.
Phanerochaete to duży rodzaj, charakteryzujący się głównie skórzastymi owocnikami, strzępkami generatywnymi z prostą przegrodą (w strzępkach subikulum mogą występować nawet pojedyncze lub wielokrotne sprzążki), maczugowatymi podstawkami i gładkimi, nieamyloidalnymi bazydiosporami. Według niektórych badań molekularnych, jest polifiletyczny. Badania molekularne przeprowadzone przez Wu i in. (2010) potwierdzają złożoną delimitację, w której większość gatunków Phanerochaete jest rozproszona w kladzie phlebioidalnym w rzędzie żagwiowców (Polyporales).

## Systematyka i nazewnictwo
Pozycja w klasyfikacji według Index Fungorum: Phanerochaetaceae, Polyporales, Incertae sedis, Agaricomycetes, Agaricomycotina, Basidiomycota, Fungi.
Synonimy: Corticium Fr., Efibula Sheng H. Wu, Grandiniella P. Karst., Membranicium J. Erikss.,
Xerocarpus P. Karst.
Polską nazwę nadali Barbara Gumińska i Władysław Wojewoda w 1983 r. W polskim piśmiennictwie mykologicznym należące do tego rodzaju gatunki opisywane były także jako pleśniak, płaskosz, powłocznik, osnówka i żylica.
Gatunki występujące w Polsce:
- Phanerochaete affinis (Burt) Parmasto 1968[5]
- Phanerochaete calotricha (P. Karst.) J. Erikss. & Ryvarden 1978 – korownica żółknąca
- Phanerochaete cremeo-ochracea (Bourdot & Galzin) Hjortstam 1987 – tzw. żylak kremowoochrowy
- Phanerochaete jose-ferreirae (D.A. Reid) D.A. Reid 1975 – korownica białopomarańczowa
- Phanerochaete laevis (Fr.) J. Erikss. & Ryvarden 1978 – korownica gładka
- Phanerochaete magnoliae (Berk. & M.A. Curtis) Burds. 1985 – korownica radełkowata
- Phanerochaete martelliana (Bres.) J. Erikss. & Ryvarden 1978[6]
- Phanerochaete queletii (Bres.) Nakasone 2008[7] – korownica białopomarańczowa
- Phanerochaete sordida (P. Karst.) J. Erikss. & Ryvarden 1978 – korownica kremowa
- Phanerochaete velutina (DC.) P. Karst. 1898 – korownica aksamitna

Nazwy naukowe na podstawie Index Fungorum. Wykaz gatunków i nazwy polskie według Władysława Wojewody i innych.